# Al-Muthanna

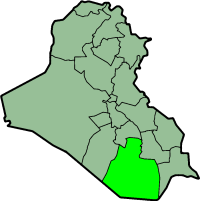
Lägeskarta.

al-Muthanna (även Muthanna, arabiska المثنى) är en provins i Irak med en yta på 51 740 km², och 683 126 invånare 2009. Provinshuvudstad är al-Samawa, som är belägen vid floden Eufrat i den norra delen av provinsen.
Fornstaden Uruk ligger i provinsen. Efter Irakkriget fick den USA-ledda ockupationsmakten mycket kritik för att de inte förmådde skydda de forntida platserna.

## Administrativ indelning
Provinsen är indelad i fyra distrikt:
- al-Khithir, al-Rumaitha, al-Salman, al-Samawa